# Copa romanesa de futbol
La Copa romanesa de futbol (en romanès Cupa României) és una competició futbolística que es disputa anualment a Romania des de la temporada 1933-34. Està oberta a tots els clubs afiliats a la FRF (Federació Romanesa de Futbol) i federacions associades.
La majoria de finals s'han disputat a l'estadi Lia Manoliu (anteriorment conegut com a "23 d'agost" i "Naţional") a Bucarest. El 2007 la final es disputà a Timişoara, a l'estadi Dan Păltinişanu, segon cop que la final no es disputà a Bucarest. La primera fou a Brașov el 1989). El 2008 es disputà a Piatra Neamț, a l'estadi Ceahlăul.
Els darrers anys la competició ha estat patrocinada:
- 2005, patrocini amb Samsung Electronics, la competició s'anomena Cupa României Samsung.[1]
- 2006, patrocini amb Ursus Breweries, la competició s'anomena Cupa României Timişoreana, pel nom de la marca de cervesa Timişoreana.[2][3]

Amb anterioritat a aquesta competició es disputaren diverses competicions de copa a Romania a partir de l'any 1909.

## Historial
Font:
| Temporada | Campió                                              | Resultat                                            | Finalista                                           | Seu                                                 |
| --------- | --------------------------------------------------- | --------------------------------------------------- | --------------------------------------------------- | --------------------------------------------------- |
| 1933-34   | Ripensia Timişoara (1)                              | 3-2, 5-0                                            | Universitatea Cluj                                  | Electrica, Bucarest                                 |
| 1934-35   | CFR Bucureşti (1)                                   | 6-5 (prò.)                                          | Ripensia Timişoara                                  | Estadi ANEF, Bucarest                               |
| 1935-36   | Ripensia Timişoara (2)                              | 5-1                                                 | Unirea Tricolor Bucureşti                           | Venus, Bucarest                                     |
| 1936-37   | Rapid Bucarest (2)                                  | 5-1                                                 | Ripensia Timişoara                                  | Estadi ANEF, Bucarest                               |
| 1937-38   | Rapid Bucarest (3)                                  | 3-2                                                 | CAM Timişoara                                       | Giuleşti, Bucarest                                  |
| 1938-39   | Rapid Bucarest (4)                                  | 2-0                                                 | Sportul Studenţesc                                  | Estadi ANEF, Bucarest                               |
| 1939-40   | Rapid Bucarest (5)                                  | 2-2 (prò.), 4-4 (prò.), 2-2 (prò.), 2-1             | Venus Bucureşti                                     | Estadi ANEF, Bucarest                               |
| 1940-41   | Rapid Bucarest (6)                                  | 4-3                                                 | Unirea Tricolor Bucureşti                           | Estadi ANEF, Bucarest                               |
| 1941-42   | Rapid Bucarest (7)                                  | 7-1                                                 | Universitatea Sibiu                                 | Venus, Bucarest                                     |
| 1942-43   | CFR Turnu-Severin (1)                               | 4-0                                                 | Sportul Studenţesc                                  | Estadi ANEF, Bucarest                               |
| 1943-44   | El campionat no finalitzà per la II Guerra Mundial  | El campionat no finalitzà per la II Guerra Mundial  | El campionat no finalitzà per la II Guerra Mundial  | El campionat no finalitzà per la II Guerra Mundial  |
| 1944-1947 | El campionat no es disputà per la II Guerra Mundial | El campionat no es disputà per la II Guerra Mundial | El campionat no es disputà per la II Guerra Mundial | El campionat no es disputà per la II Guerra Mundial |
| 1947-48   | ITA Arad (1)                                        | 3-2                                                 | CFR Timişoara                                       | UCB Venus, Bucarest                                 |
| 1948-49   | CSCA Bucureşti (1)                                  | 2-1                                                 | Universitatea Cluj                                  | ICAS, Bucarest                                      |
| 1950      | CCA Bucureşti (2)                                   | 3-1                                                 | Flamura Roşie Arad                                  | Stadionul Republicii, Bucarest                      |
| 1951      | CCA Bucureşti (3)                                   | 3-1 (prò.)                                          | Flacăra Mediaş                                      | Stadionul Republicii, Bucarest                      |
| 1952      | CCA Bucureşti (4)                                   | 2-0                                                 | Flacăra Ploieşti                                    | Stadionul Republicii, Bucarest                      |
| 1953      | Flamura Roşie Arad (2)                              | 1-0 (prò.)                                          | CCA Bucureşti                                       | 23 d'agost, Bucarest                                |
| 1954      | Metalul Reşiţa (1)                                  | 2-0                                                 | Dinamo Bucureşti                                    | Stadionul Republicii, Bucarest                      |
| 1955      | CCA Bucureşti (5)                                   | 6-3 (prò.)                                          | Progresul Oradea                                    | Stadionul Republicii, Bucarest                      |
| 1956      | Progresul Oradea (1)                                | 2-0                                                 | Energia Câmpia-Turzii                               | Stadionul Republicii, Bucarest                      |
| 1957-58   | Ştiinţa Timişoara (1)                               | 1-0                                                 | Progresul Bucureşti                                 | 23 d'agost, Bucarest                                |
| 1958-59   | Dinamo Bucureşti (1)                                | 4-0                                                 | CSM Baia Mare                                       | 23 d'agost, Bucarest                                |
| 1959-60   | Progresul Bucureşti (1)                             | 2-0                                                 | Dinamo Obor Bucureşti                               | Stadionul Republicii, Bucarest                      |
| 1960-61   | Arieşul Turda (1)                                   | 2-1                                                 | Rapid Bucureşti                                     | Stadionul Republicii, Bucarest                      |
| 1961-62   | Steaua Bucuresti (6)                                | 5-1                                                 | Rapid Bucureşti                                     | 23 d'agost, Bucarest                                |
| 1962-63   | Petrolul Ploieşti (1)                               | 6-1                                                 | Siderurgistul Galaţi                                | 23 d'agost, Bucarest                                |
| 1963-64   | Dinamo Bucureşti (2)                                | 5-3                                                 | Steaua Bucureşti                                    | 23 d'agost, Bucarest                                |
| 1964-65   | Universitatea Cluj (1)                              | 2-1                                                 | Dinamo Piteşti                                      | Stadionul Republicii, Bucarest                      |
| 1965-66   | Steaua Bucuresti (7)                                | 4-0                                                 | UT Arad                                             | 23 d'agost, Bucarest                                |
| 1966-67   | Steaua Bucuresti (8)                                | 6-0                                                 | Foresta Fălticeni                                   | 23 d'agost, Bucarest                                |
| 1967-68   | Dinamo Bucureşti (3)                                | 3-1 (prò.)                                          | Rapid Bucureşti                                     | 23 d'agost, Bucarest                                |
| 1968-69   | Steaua Bucuresti (9)                                | 2-1                                                 | Dinamo Bucureşti                                    | 23 d'agost, Bucarest                                |
| 1969-70   | Steaua Bucuresti (10)                               | 2-1                                                 | Dinamo Bucureşti                                    | 23 d'agost, Bucarest                                |
| 1970-71   | Steaua Bucuresti (11)                               | 3-2                                                 | Dinamo Bucureşti                                    | 23 d'agost, Bucarest                                |
| 1971-72   | Rapid Bucarest (8)                                  | 2-0                                                 | Jiul Petroşani                                      | 23 d'agost, Bucarest                                |
| 1972-73   | Chimia R. Vâlcea (1)                                | 1-1 (prò.), 3-0 (rep.)                              | Constructorul Galaţi                                | 23 d'agost, Bucarest                                |
| 1973-74   | Jiul Petroşani (1)                                  | 4-2                                                 | Politehnica Timişoara                               | 23 d'agost, Bucarest                                |
| 1974-75   | Rapid Bucarest (9)                                  | 2-1 (prò.)                                          | Universitatea Craiova                               | 23 d'agost, Bucarest                                |
| 1975-76   | Steaua Bucuresti (12)                               | 1-0                                                 | CSU Galaţi                                          | 23 d'agost, Bucarest                                |
| 1976-77   | Universitatea Craiova (1)                           | 2-1                                                 | Steaua Bucureşti                                    | Stadionul Republicii, Bucarest                      |
| 1977-78   | Universitatea Craiova (2)                           | 3-1                                                 | Olimpia Satu Mare                                   | Stadionul Republicii, Bucarest                      |
| 1978-79   | Steaua Bucuresti (13)                               | 3-0                                                 | Sportul Studenţesc                                  | 23 d'agost, Bucarest                                |
| 1979-80   | Politehnica Timişoara (2)                           | 2-1 (prò.)                                          | Steaua Bucureşti                                    | 23 d'agost, Bucarest                                |
| 1980-81   | Universitatea Craiova (3)                           | 6-0                                                 | Politehnica Timişoara                               | 23 d'agost, Bucarest                                |
| 1981-82   | Dinamo Bucureşti (4)                                | 3-2                                                 | FC Baia Mare                                        | 23 d'agost, Bucarest                                |
| 1982-83   | Universitatea Craiova (4)                           | 2-1                                                 | Politehnica Timişoara                               | 23 d'agost, Bucarest                                |
| 1983-84   | Dinamo Bucureşti (5)                                | 2-1                                                 | Steaua Bucureşti                                    | 23 d'agost, Bucarest                                |
| 1984-85   | Steaua Bucuresti (14)                               | 2-1                                                 | Universitatea Craiova                               | 23 d'agost, Bucarest                                |
| 1985-86   | Dinamo Bucureşti (6)                                | 1-0                                                 | Steaua Bucureşti                                    | 23 d'agost, Bucarest                                |
| 1986-87   | Steaua Bucuresti (15)                               | 1-0                                                 | Dinamo Bucureşti                                    | 23 d'agost, Bucarest                                |
| 1987-88   | Steaua Bucuresti (16)                               | 2-1                                                 | Dinamo Bucureşti                                    | 23 d'agost, Bucarest                                |
| 1988-89   | Steaua Bucuresti (17)                               | 1-0                                                 | Dinamo Bucureşti                                    | Municipal, Brașov                                   |
| 1989-90   | Dinamo Bucureşti (7)                                | 6-4                                                 | Steaua Bucureşti                                    | 23 d'agost, Bucarest                                |
| 1990-91   | Universitatea Craiova (5)                           | 2-1                                                 | FC Bacău                                            | Naţional, Bucarest                                  |
| 1991-92   | Steaua Bucuresti (18)                               | 1-1 (prò.) (3-2 p)                                  | Politehnica Timişoara                               | Regie, Bucarest                                     |
| 1992-93   | Universitatea Craiova (6)                           | 2-0                                                 | Dacia Unirea Brăila                                 | Naţional, Bucarest                                  |
| 1993-94   | Gloria Bistriţa (1)                                 | 1-0                                                 | Universitatea Craiova                               | Regie, Bucarest                                     |
| 1994-95   | Petrolul Ploieşti (2)                               | 1-1 (prò.) (5-3 p)                                  | Rapid Bucureşti                                     | Naţional, Bucarest                                  |
| 1995-96   | Steaua Bucuresti (19)                               | 3-1                                                 | Gloria Bistriţa                                     | Naţional, Bucarest                                  |
| 1996-97   | Steaua Bucuresti (20)                               | 4-2                                                 | FC Naţional Bucureşti                               | Naţional, Bucarest                                  |
| 1997-98   | Rapid Bucarest (10)                                 | 1-0                                                 | Universitatea Craiova                               | Lia Manoliu, Bucarest                               |
| 1998-99   | Steaua Bucuresti (21)                               | 2-2 (prò.) (4-2 p)                                  | Rapid Bucureşti                                     | Lia Manoliu, Bucarest                               |
| 1999-00   | Dinamo Bucureşti (8)                                | 2-0                                                 | Universitatea Craiova                               | Lia Manoliu, Bucarest                               |
| 2000-01   | Dinamo Bucureşti (9)                                | 4-2                                                 | Rocar Bucureşti                                     | Lia Manoliu, Bucarest                               |
| 2001-02   | Rapid Bucarest (11)                                 | 2-1                                                 | Dinamo Bucureşti                                    | Lia Manoliu, Bucarest                               |
| 2002-03   | Dinamo Bucureşti (10)                               | 1-0                                                 | FC Naţional Bucureşti                               | Lia Manoliu, Bucarest                               |
| 2003-04   | Dinamo Bucureşti (11)                               | 2-0                                                 | Oţelul Galaţi                                       | Cotroceni, Bucarest                                 |
| 2004-05   | Dinamo Bucureşti (12)                               | 1-0                                                 | Farul Constanţa                                     | Cotroceni, Bucarest                                 |
| 2005-06   | Rapid Bucarest (12)                                 | 1-0 (prò.)                                          | FC Naţional Bucureşti                               | Lia Manoliu, Bucarest                               |
| 2006-07   | Rapid Bucarest (13)                                 | 2-0                                                 | Politehnica Timişoara                               | Dan Păltinişanu, Timişoara                          |
| 2007-08   | CFR Cluj (1)                                        | 2-1                                                 | Unirea Urziceni                                     | Estadi Ceahlăul, Piatra Neamț                       |
| 2008-09   | CFR Cluj (2)                                        | 3-0                                                 | FC Timişoara                                        | Tudor Vladimirescu, Târgu Jiu                       |
| 2009-10   | CFR Cluj (3)                                        | 0-0 (prò.) (5-4 p)                                  | FC Vaslui                                           | Emil Alexandrescu, Iași                             |
| 2010-11   | Steaua Bucureşti (22)                               | 2-1                                                 | Dinamo Bucureşti                                    | Silviu Ploieșteanu, Brașov                          |
| 2011-12   | Dinamo Bucureşti (13)                               | 1-0                                                 | Rapid Bucureşti                                     | Arena Națională, Bucarest                           |
| 2012-13   | Petrolul Ploieşti (3)                               | 1-0                                                 | CFR Cluj                                            | Arena Națională, Bucarest                           |
| 2013-14   | Astra Giurgiu (1)                                   | 0-0 (prò.) (4-2 p)                                  | Steaua Bucuresti                                    | Arena Națională, Bucarest                           |
| 2014-15   | Steaua Bucuresti (23)                               | 3-0                                                 | Universitatea Cluj                                  | Arena Națională, Bucarest                           |
| 2015-16   | CFR Cluj (4)                                        | 2-2 (prò.) (5-4 p)                                  | Dinamo Bucuresti                                    | Arena Națională, Bucarest                           |
| 2016-17   | FC Voluntari (1)                                    | 1-1 (prò.) (5-4 p)                                  | Astra Giurgiu                                       | Stadionul Ilie Oană, Ploieşti                       |
| 2017-18   | Universitatea Craiova (7)                           | 2-0                                                 | Hermannstadt                                        | Arena Națională, Bucarest                           |
| 2018-19   | Viitorul Constanța (1)                              | 2-1 (prò.)                                          | Astra Giurgiu                                       | Stadionul Ilie Oană, Ploieşti                       |
| 2019-20   | FCSB (24)                                           | 1-0                                                 | Sepsi Sfântu Gheorghe                               | Stadionul Ilie Oană, Ploieşti                       |
| 2020-21   | Universitatea Craiova (8)                           | 3-2 (prò.)                                          | Astra Giurgiu                                       | Stadionul Ilie Oană, Ploieşti                       |
| 2021-22   | Sepsi Sfântu Gheorghe (1)                           | 2-1                                                 | FC Voluntari                                        | Superbet Arena, Bucarest                            |
| 2022-23   | Sepsi Sfântu Gheorghe (2)                           | 0-0 (prò.) (5-4 p)                                  | Universitatea Cluj                                  | Municipal, Sibiu                                    |
| 2023-24   | Corvinul Hunedoara (1)                              | 2-2 (prò.) (3-2 p)                                  | Oţelul Galaţi                                       | Municipal, Sibiu                                    |

1. ↑  Ripensia guanyà la final per 3-2 a Timişoara el 8 de juliol de 1934, però Universitatea demanà que es repetís en camp neutral, partit que es disputà el 30 de setembre de 1934 a Bucurest i que perdé per 0-5.
2. ↑  Foren necessàries quatre repeticions.
3. ↑  Steaua abandonà el camp abans d'acabar després d'un gol no concedit amb empat a 1. Inicialment fou declarat vencedor el Dinamo, però finalment la Federació atorgà la victòria a Steaua per 2-1.